# Oxalis rubens
Oxalis rubens là một loài thực vật có hoa trong họ Chua me đất. Loài này được Haw. mô tả khoa học đầu tiên năm 1803.